# The Only
The Only è un singolo promozionale del gruppo musicale statunitense Static-X, estratto dal terzo album in studio Shadow Zone, pubblicato nel 2003.
Il brano è apparso nei videogiochi Need for Speed: Underground e True Crime: Streets of LA.

## Video musicale
Il videoclip del brano è stato diretto da P. R. Brown.